# Pedro Alexandre
Pedro Alexandre este un oraș în statul Bahia (BA) din Brazilia.